# Kil, Nacka kommun
Kil är en tätort i kommundelen Boo i Nacka kommun.
Kil har sitt namn efter Kils gård (även Kihls gård) som är en välbevarad herrgård vid Graningevägen. Nuvarande huvudbyggnad och flyglar fick sitt utseende i empir på 1820-talet under generalmajoren Louis Marie de Camps. Enligt Stockholms läns museum representerar Kils gård med flyglar och ekonomibyggnader ”ett stort kulturhistoriskt värde”.

## Befolkningsutveckling
| Befolkningsutvecklingen i Kil 1975–2020 | Befolkningsutvecklingen i Kil 1975–2020 | Befolkningsutvecklingen i Kil 1975–2020 | Befolkningsutvecklingen i Kil 1975–2020 | Befolkningsutvecklingen i Kil 1975–2020 |
| --------------------------------------- | --------------------------------------- | --------------------------------------- | --------------------------------------- | --------------------------------------- |
|                                         |                                         |                                         |                                         |                                         |
| År                                      |                                         |                                         | Folkmängd                               | Areal (ha)                              |
| 1975                                    | 1975                                    |                                         | 234                                     |                                         |
| 1980                                    | 1980                                    |                                         | 249                                     |                                         |
| 1990                                    | 1990                                    |                                         | 226                                     | 75                                      |
| 1995                                    | 1995                                    |                                         | 256                                     | 76                                      |
| 2000                                    | 2000                                    |                                         | 362                                     | 73                                      |
| 2005                                    | 2005                                    |                                         | 639                                     | 74                                      |
| 2010                                    | 2010                                    |                                         | 731                                     | 76                                      |
| 2015                                    | 2015                                    |                                         | 861                                     | 90                                      |
| 2020                                    | 2020                                    |                                         | 1 017                                   | 94                                      |
| Anm.: Ny tätort 1975                    |                                         |                                         |                                         |                                         |